# Tomates Fritos
Tomates Fritos es una banda musical venezolana. Fundada en 1996 en Puerto La Cruz, Venezuela, Tomates Fritos es una influyente banda de indie rock venezolana, formada en 1996 en Puerto La Cruz. Con  Reynaldo Goitia más conocido como Boston Rex (voz, bajo, sintetizadores), Kike Franco (guitarra) y Max Martínez (batería, coros, programaciones), han lanzado 5 álbumes, un EP, un disco de rarezas y varios sencillos icónicos. Su música fusiona pop rock de los 80, indie rock actual y electrónica. En 2025, lanzarán su sexto álbum, "LA BELLA CITY".

## Historia
En 1997 editaron independientemente un EP, "La Primera Cosecha", con tres temas y su primer single promocional "Verde en el Espacio". En 1998 participaron en el Festival Nuevas Bandas y fueron incluidos en el ciclo de conciertos "Miércoles Insólitos" realizados en el Teatro Nacional de Venezuela. En 1999 grabaron su primer álbum, llamado "Odissey", editado por la discográfica venezolana Los insólitos, dirigida por el músico venezolano Cayayo Troconis. La banda compartió escenario con artistas tanto nacionales, incluyendo a Caramelos de Cianuro, Zapato 3 y Amigos Invisibles, como internacionales, incluyendo a Aterciopelados y King Chango.
El grupó acordó un receso de dos años que sirvió para encontrarse con parte de sus viejas influencias y terminar con proyectos personales de sus integrantes. En 2003 retomaron ensayos y a finales de 2004 comienzan a trabajar en una nueva producción discográfica. En marzo de 2006 lanzan su segundo álbum, "Molly".
Molly es el segundo álbum de estudio de la banda venezolana de rock Tomates Fritos. Fue grabado entre 2004 y 2005 en los estudios Grabaciones del Este y Lemon Pie de Caracas. La grabación estuvo a cargo de Iván Gozón y David Pérez, quien también se encargó de la mezcla.
El primer sencillo del álbum, "Perdí la fe" (2005), alcanzó puestos importantes en las carteleras juveniles del país. En 2006, el disco salió a la venta de la mano de la Fundación Nuevas Bandas, y fue presentado por la banda como teloneros del legendario músico argentino Luis Alberto Spinetta 
Otros sencillos como "Hoy no", "Escarabajo" y "Saquenme de aquí" también sonaron insistentemente en las emisoras venezolanas.
La banda, para ese momento, estaba integrada por:
- Boston Rex (bajo, voz y piano)
- Kike Franco (guitarra)
- Rodrigo Vera (guitarras)
- Chino Agreda (guitarras)
- Francesco Spaziani (batería)

Max Martinez no los acompañaba en la gira del álbum, pero seguía siendo una de las mentes creativas de la banda.
Tras una extensa gira promocional por Venezuela entre 2007 y 2008, y con varios cambios de baterista, Max Martínez regresa provisionalmente a la banda para grabar las bases de su tercera producción, "Hombre Bala". El álbum, que enfrentó diversos desafíos durante su grabación, finalmente vio la luz en junio de 2010.
Para ese entonces, Tony Maestracci ya formaba parte de la alineación principal de Tomates Fritos, consolidándose como el baterista en vivo de la banda.
Previo al lanzamiento del disco, varios sencillos comenzaron a sonar con fuerza en las principales emisoras del país, entre ellos "Nadare hasta llegar", "Camino", "Mi cura mi enfermedad" y "Mientes". Estas canciones, que se convirtieron en clásicos del rock venezolano, anticipaban el éxito que alcanzaría "Hombre Bala". "Hombre Bala" es un álbum que consolida el sonido característico de Tomates Fritos, fusionando elementos del folk rock, rock alternativo e indie rock. Las letras de las canciones exploran temas diversos como el amor, la desilusión, la vida cotidiana y la realidad social, con un lenguaje directo y emotivo que conecta con el público.
Entre 2010 y 2011, la banda realizó una extensa gira nacional y tuvo la oportunidad de abrir conciertos para artistas internacionales de renombre como El Cuarteto de Nos (Uruguay) y Journey (Estados Unidos).
En 2011, Tomates Fritos inició la grabación de su cuarto álbum de estudio, HOTEL MIRAMAR, en Altos Estudios bajo la producción de Max Martínez. El disco fue grabado entre diciembre de 2011 y febrero de 2012, y editado en mayo del mismo año.
HOTEL MIRAMAR contó con la participación de Max Martínez en la producción y batería, Boston Rex en la voz, guitarra acústica y sintetizadores, Carlos "Kike" Franco en la guitarra, Pablo Agreda y Rodrigo Vera en la guitarra, y Tony Maestracci en la batería.
Los sencillos más destacados de este álbum fueron "Tripular", "Granola", "Eterna Soledad" y "Te Molesta".
El disco homónimo de la banda, TOMATES FRITOS, fue grabado en Caracas bajo la dirección de Ricardo Martínez. La producción estuvo a cargo de Tomates Fritos y Max Martínez. A pesar de la profunda crisis económica que atravesaba el país, el álbum salió a la calle en julio de 2016 y fue muy bien recibido por los medios especializados.
Este fue el primer disco de la banda grabado a trío, con Boston Rex, Max Martínez y Carlos Franco. La mezcla estuvo a cargo de Eduardo del Águila y la masterización fue realizada por Brian Lucey.

## Lanzamientos
- La Primera Cosecha (EP) (1997)
- Odissey (1999)
- Molly (2006)
- Hombre Bala (2010)
- Hotel Miramar (2012)
- Tomates Fritos (2016)
- Audiobloc (2021)